# Cleiton Silva
Cleiton Augusto Oliveira Silva (sinh ngày 3 tháng 2 năm 1987) là một cầu thủ bóng đá người Brazil đang chơi cho Delfines theo dạng cho mượn từ Querétaro, anh là một cầu thủ chạy cánh tài năng, với những pha đi bóng và lừa bóng qua các hậu vệ với tốc độ của mình.